# Movimento Federalista Europeo
Das Movimento Federalista Europeo (MFE) ist eine italienische politische Vereinigung, die sich für den europäischen Föderalismus einsetzt. Es ist die italienische Sektion der Union der Europäischen Föderalisten und damit eine Schwesterorganisation der Europa-Union Deutschland.

## Gründung
In Mailand organisierte Altiero Spinelli heimlich vom 27. – 28. August 1943 mit einer Gruppe von Antifaschisten, darunter Ernesto Rossi und Eugenio Colorni ein Treffen, das auf den Grundsätzen vom Manifest von Ventotene 1941 beruht. Es ist die vierte nationale Vereinigung in Europa, die (in diesem Fall heimlich) speziell für die „Einigung Europas“ gegründet wurde.
Die erste nationale Vereinigung für die Einigung Europas wurde in der Schweiz am 24. Juni 1934 mit dem Namen Europa-Union gegründet. Im August 1938 gründete sich in London die Pax Union, die sich dann Federal Union nannte. Im Dezember 1941 gründete sich die französische Résistance-Gruppe Combat die außerdem, wie diese anderen, die Schaffung der „Vereinigten Staaten von Europa“ oder eine „Europäische Union“ zum Ziel hatte.
Das MFE ist die italienische Sektion des europäischen nicht-gouvernementalen Dachverbands der „Union der Europäischen Föderalisten“ (UEF), der am 17. Dezember 1946 in Paris gegründet wurde. Das „World Federalist Movement“ entstand im Jahr 1947.

## Grundsätze und Aktivitäten
Die Grundsätze der „Movimento Federalista Europeo“ wurden durch die Analysen und Vorschläge von Altiero Spinelli ausgearbeitet. Diese sahen vor, die Krise in Europa nach den Jahrzehnten des Faschismus und der beiden Weltkriege durch die Überwindung des Prinzip des Nationalstaaten und ihrer absoluten Souveränität lösen. lösen  Weltkriege gedacht, konnte allerdings nur durch Überwindung der absoluten Souveränität der Staaten mit der Schaffung einer Europäischen Föderation, den dauerhaften Frieden in Europa ermöglichen.
Diese nationale Föderalistische Bewegung in Europa ist eine Organisation, die unabhängig von politischen Parteien ist und die sich nicht direkt an Wahlen beteiligt. Die MFE unterscheidet sich von den progressiv konservativen Kräften und hat sich zum Ziel gemacht, nach dem Vorbild der Schweizerischen Eidgenossenschaft ein vereintes Europa auf der Grundlage einer föderalen Verfassung aufzubauen. Als Zentrum der Ideen dieser politischen Vereinigung steht der Europäische Föderalismus, um eine revolutionäre Alternative zu den anderen traditionellen Ideologien zu bewirken.
Der gewollte Föderalismus soll als Organisation der Gesellschaft verstanden werden, ausgehend von „unten“, um in dieser Ebene näher am Bürger zu sein. Die Menschen der Bezirke oder der lokalen Behörden sollen auf der europäischen und internationalen Ebene organisatorisch Einfluss nehmen können, um bei der Bildung eines europäischen Bundesstaates mitzuwirken.